# Csikéria
Csikéria je obec v Maďarsku v Báčsko-malokumánské župě v okrese Bácsalmás.

## Poloha
Csikéria leží na jihu Maďarska. Nachází se nedaleko hranic se Srbskem. Bácsalmás - 13 km, Subotica (Srbsko) - 24 km.